# Huyện của Ethiopia

Các phân khu của Ethiopia. Các đường tối nhất biểu thị Vùng hoặc Bang, đường sáng hơn biểu thị Khu và đường trắng biểu thị Huyện.

Huyện, hay woreda (tiếng Amhara: ወረዳ) (also spelled wereda), hoặc district (tiếng Anh), là đơn vị hành chính của Ethiopia. Nó còn được chia nhỏ ra thành các phường (kebele) hay tổ dân phố, là đơn vị nhỏ nhất của chính quyền địa phương ở Ethiopia.